# Мостон, Висконсин
Мостон, Висконсин (енгл. Mauston) град је у америчкој савезној држави Висконсин.

## Демографија
По попису из 2010. године број становника је 4.423, што је 683 (18,3%) становника више него 2000. године.
| Група             | 2000.         | 2010.         |
| Белци             | 3.561 (95,2%) | 4.030 (91,1%) |
| Афроамериканци    | 25 (0,7%)     | 114 (2,6%)    |
| Азијати           | 44 (1,2%)     | 31 (0,7%)     |
| Хиспаноамериканци | 79 (2,1%)     | 154 (3,5%)    |
| Укупно            | 3.740         | 4.423         |